# تایکی هیراتو
تایکی هیراتو (به انگلیسی: Taiki Hirato) بازیکن فوتبال اهل ژاپن و عضو باشگاه فوتبال کاشیما آنتلرز است.